# Dedicated
Dedicated este al treilea album de studio al lui André Tanneberger cunoscut drept ATB. Este compus din 12 melodii, printre care și trei hituri: „Let U Go”, „Hold You” și „You're Not Alone”. Titlul face referire la Atentatele din 11 septembrie 2001, albumul fiind dedicat acelei tragedii. În februarie 2002 ATB este nominalizat la premiile Echo la categoria The Best Single, cu piesa 'Hold You'.

## Lista melodiilor
| Nr. | Titlu              | Autor(i)                        | Lungime |  |
| 1.  | „Dedicated”        | A. Tanneberger                  | 4:15    |  |
| 2.  | „Hold You”         | A. Tanneberger, K. Harrison     | 3:31    |  |
| 3.  | „Get High”         | A. Tanneberger                  | 3:59    |  |
| 4.  | „You’re Not Alone” | Robin Taylor-Firth, Tim Kellett | 5:57    |  |
| 5.  | „Halcyon”          | A. Tanneberger, R. Dittmann     | 4:00    |  |
| 6.  | „Let U Go”         | A. Tanneberger, K. Harrison     | 3:30    |  |
| 7.  | „I Can’t Stand…”   | A. Tanneberger                  | 5:53    |  |
| 8.  | „Hero”             | A. Tanneberger, K. Harrison     | 4:24    |  |
| 9.  | „I See It”         | A. Tanneberger                  | 4:25    |  |
| 10. | „Basic Love”       | A. Tanneberger                  | 7:27    |  |
| 11. | „I Wanna Cry”      | A. Tanneberger, K. Harrison     | 4:23    |  |
| 12. | „Remember”         | A. Tanneberger, Woody van Eyden | 6:22    |  |

### Ediție specială
Disc 1:
1. "Dedicated"
2. "Hold You"
3. "Get High"
4. "You're Not Alone"
5. "Halcyon"
6. "Let U Go (Variantă nouă)"
7. "I Can't Stand It"
8. "Hero"
9. "I See It"
10. "Basic Love"
11. "I Wanna Cry"
12. "Remember"

Disc 2:
1. "Hold You (Svenson & Gielen Remix)"
2. "The Fields Of Love (Public Domain Club Mix)"
3. "Killer (Lost Witness Remix)"
4. "9 P.M. (Till I Come) (Bent Remix)"

### Ediție SUA
1. "Dedicated"
2. "Hold You"
3. "Get High"
4. "You're Not Alone"
5. "Halcyon"
6. "Let U Go (Variantă nouă)"
7. "I Can't Stand It"
8. "Hero"
9. "I See It"
10. "Basic Love"
11. "I Wanna Cry"
12. "Remember"
13. "Hold You (Todd Terry Extended Mix)" (cântec bonus)

Bonus Enhanced CD:
1. "Hold You" (Svenson & Gielen Remix)
2. "The Fields of Love" (Public Domain Club Mix)
3. "Killer" (Lost Witness Remix)
4. "9 pm (Till I Come)" (Bent Remix)
5. "Hold You" (Video Clip)

### Ediție japoneză
1. "Dedicated"
2. "Hold You"
3. "Get High"
4. "You're Not Alone"
5. "Halcyon"
6. "Let U Go (Variantă nouă)"
7. "Hero"
8. "I Wanna Cry"
9. "Remember"
10. "Hold You (Svenson & Gielen Remix)"
11. "Let U Go (Wippenberg Remix)"

## Personal
- Bruce – artwork
- Roberta Carter Harrison – voce
- Bill Platt – inginer de sunet
- Marc Schilkowski – fotografia de pe copertă
- Andre Tanneberger – aranjator, producător, inginer de sunet
- Todd Terry – producător, remixer